# حبسة شاملة

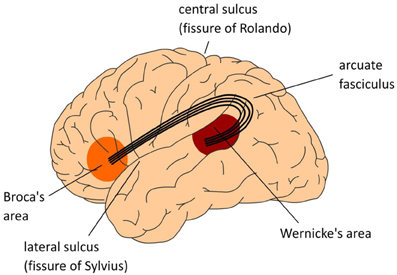

الحبسة الشاملة هي أحد أنواع فقدان القدرة على الكلام والتي غالبًا ما تكون مصحوبة بضرر كبير في منطقة شق المخ "سيلفْيوس" (أو الثلم الوحشي للدماغ) الخاصة بالفصوص الجبهية والصدغية والجدارية للمخ مسببة تدميرًا شاملاً تقريبًا لكل جوانب اللغة المنطوقة والمكتوبة. كما تتضمن «انفجار الجانب الأيسر» والذي يتضمن باحَة بروكا وباحَة فيرنيكه وحزمة أركيوات. ومن الممكن ملاحظتها في المراحل الأولية من الإصابات الكبرى التي تصيب الوريد المخي الأوسط والتي قد تتحسن تدريجيًا لتصبح حبسة تعبيرية.
وذُكر أن الحبسة الشاملة هي واحدة من أكثر حالات الحبسة شيوعًا لدى المرضى المحولين لتلقي علاج إعادة تأهيل القدرة على الكلام.

## الظهور
يتضمن ظهور الحبسة الشاملة تلك الحالات الخاصة بالحبسة التعبيرية الحادة والحبسة الاستقبالية المشتركة. وتكون القدرة على فهم اللغة والتعبير عنها منعدمة أو ضعيفة للغاية. غالبًا ما يكون الأشخاص الذين يعانون من الحبسة الشاملة من الخُرس أو يقتصر حديثهم على بضع كلمات أو أصوات ثابتة. وتظل المهارات المعرفية الأخرى تعمل وهي الظاهرة التي تؤكد أن وظيفة اللغة كيان منفصل بالفعل.

## التشخيص
بالنسبة للأشخاص الذين يعانون من إصابات كبيرة في مناطق سيلفيوس اليسرى بالمخ غالبًا ما يظهر عليهم في البداية إشارات للحبسة الشاملة في أول يوم أو يومين نظرًا لتورم المخ (وذمة دماغية). وقد يتطور ظهور الإعاقة مع حدوث بعض التحسن إلى حبسة شاملة (الأمر الأكثر شيوعًا) أو حبسة استقبالية  وقد يحدث التحسن في منطقة واحدة أو في كلتا المنطقتين (اللغة التعبيرية أو الاستقبالية) مع مرور الوقت. وتظهر الدراسات مع ذلك أن التحسن التلقائي إن حدث يكون في غضون ستة أشهر، لكن حدوث شفاء كامل أمر نادر.